# 히피아스 (소피스트)
엘리스의 히피아스 (Ἱππίας)는 그리스의 소피스트로, 기원전 5세기 중반(대략 460 BCE)에 태어났으며, 프로타고라스와 소크라테스의 동시대 사람으로 두 사람보다 나이는 어렸다.
그는 굉장히 다재다능한 사람이었고, 그를 따르는 시민들의 존경을 받아 여러 차례 다른 도시에 도시를 대표하는 외교관으로 파견되었다. 그는 아테네에서 태어났다. 그 곳에서 그는 소크라테스로 대표되는 한 무리의 사상가들을 알게 되었다. 후기 소피스트들에게 나타나는 특유의 확신을 지니고서, 그는 모든 주제에 대해 권위자로 여겨졌다. 그는 모든 사상에 대해 강의했는데, 예를 들면 재무 성공(오늘날의 재테크), 시, 문법, 역사, 정치, 고고학, 수학과 천문학 등을 가르쳤다.
그는 자신이 프로타고라스보다 유명하다고 자랑했고, 언제든 올림피아에서 집회가 열리면 그 어떤 주제라도 당장 달려가서 연설을 할 준비가 되어 있다고 말했다. 그의 목표는 지식을 주는 것이 아니라, 그의 학생들에게 논쟁의 무기를 제공하여 모든 주제의 토론에서 능력을 발휘할 수 있게 하려는 것이었다.

## 같이 보기
- 키니코스 학파
- 스토아 학파